# Mordella tristicula
Mordella tristicula es una especie de coleóptero de la familia Mordellidae.

## Distribución geográfica
Habita en Brasil.